# Luchtsturing

Het symbool lucht

Luchtsturing is een fictieve mystieke vechtkunst die voorkomt in de animatieserie Avatar: The Last Airbender. De techniek werd gebruikt door de Luchtnomaden, en bestaat uit het manipuleren van lucht en de wind.

## Oorsprong
De mensheid leerde het eerst Luchtsturen van de vliegende bizons, oude heilige wezens die bij de Luchtnomaden hoorden. De bizons gebruikten Luchtsturing om te kunnen vliegen. Als een Luchtmeester alle technieken leert van het Luchtsturen en zelf een techniek heeft bedacht, krijgt deze Luchtmeester pijlen over hun hele lichaam. Deze pijlen volgen de chi-banen van het lichaam. Daardoor gaan ze ook oplichten als de avatar in de avatarfase verkeert.
Luchtsturing wordt geschreven als 風脅功師 (fēng xié gōng shī), wat te vertalen is als “wind beheersende meester”.

## Vechtstijl
Luchtsturing is gebaseerd op de Ba Gua stijl van martial arts, met ook wat invloeden van de xing yi quan. Deze technieken gebruiken snelle ontwijkende bewegingen die de ontastbaarheid en explosieve kracht van de wind uitbeelden. De techniek maakt het voor vijanden lastig om een Luchtmeester te raken.
Luchtsturing gaat gepaard met snel voetenwerk en openhandtechnieken. De techniek stelt een Luchtmeester in staat zijn tegenstanders eigen energie tegen hem te gebruiken. Luchtsturing zelf is meer defensief dan offensief.
Luchtmeesters bouwen, terwijl ze hun tegenstander ontwijken, massieve traagheid op, en laten die energie vervolgens met massieve kracht vrij. Ook kunnen ze op wind gebaseerde tegenaanvallen gebruiken die vijanden uit balans brengen. Aanvallen variëren van simpele windvlagen tot miniatuur tornado’s en cyclonen. Een standaard verdedigingstechniek bij Luchtsturing is rond je tegenstander cirkelen, snel van richting veranderen en vijandige aanvallen terugkaatsen door de wind als schild te gebruiken. Luchtmeesters vergroten hun snelheid in een gevecht en kunnen heel snel rennen door de luchtweerstand te verminderen. Tevens kunnen ze door windbeheersing hoog en ver springen, en tegen verticale platformen oplopen.
Zeer sterke Luchtmeesters kunnen een vortex oproepen om verwarde tegenstanders te vangen, evenals zeer destructieve wervelwinden. Avatar-Luchtmeesters (zoals Aang) kunnen massieve tornado’s en cyclonen oproepen wanneer zij dat maar willen. Als hulpmiddelen gebruiken Luchtmeesters vaak vliegers.
Luchtsturing is de meest passieve van de vier sturingskunsten. Het is de tegenpool van Aardesturing.

## Technieken

### De Vlieger
Een houten stok die kan veranderen in een kleine glider is een voornaam hulpmiddel bij Luchtsturing. Ze stellen een Luchtmeester in staat te vliegen. In stokvorm kan de glider als wapen dienen.

### De Luchtscooter
Een Luchtscooter is een transportmiddel voor op de grond, uitgevonden door Aang zelf. Het is een bal van geconcentreerde lucht waar een Luchtmeester op kan rijden. Aang leerde de techniek aan een paar andere jonge Luchtmeesters, en ze verzonnen er zelfs een spel bij. Aang gebruikt de techniek nog geregeld, vooral om verticale obstakels te overwinnen.

### Het Luchtzwaard
Een Luchtzwaard is alleen een hol gevest waar de lucht doorheen wordt gestuurd en als zwaard kan gebruikt worden.
Aang had het over dit wapen in de aflevering Sokka's meester in de wapenwinkel.

### Vliegen
Dit is een techniek die maar twee luchtmeesters ooit hebben beheerst. Deze techniek wordt bekendgemaakt in de reeks 'De legende van Korra'. Zaheer is een luchtmeester geworden dankzij harmonische convergentie. Uiteindelijk krijgt hij de techniek om te vliegen onder controle. De eerste luchtmeester heette Guru Laghima.

## Zwakheden
Omdat Luchtsturing vooral een defensieve vechttechniek is, kent deze vechtkunst vrijwel geen sterke aanvallen om een tegenstander definitief uit te schakelen. Luchtnomaden hanteren ook het principe dat niemand een ander mag doden, ook geen vijanden.

## Bekende Luchtmeesters
- Avatar Aang
- Avatar Korra in opleiding
- Monnik Gyatso
- Avatar Roku
- Avatar Kuruk
- Avatar Kyoshi
- Tenzin, de zoon van Aang.
- Jinora, de dochter van Tenzin.
- Ikki (in opleiding), de dochter van Tenzin.
- Meelo (in opleiding), de zoon van Tenzin.
- Bumi, de zoon van Aang (Later in zijn leven, na het openen van de geesten wereld door Avatar Korra)